# М'єдес-де-Арагон
М'єдес-де-Арагон (ісп. Miedes de Aragón) — муніципалітет в Іспанії, у складі автономної спільноти Арагон, у провінції Сарагоса. Населення — 475 осіб (2010).
Муніципалітет розташований на відстані близько 210 км на північний схід від Мадрида, 65 км на південний захід від Сарагоси.

## Демографія
Динаміка населення (INE ):